# Grabštejn

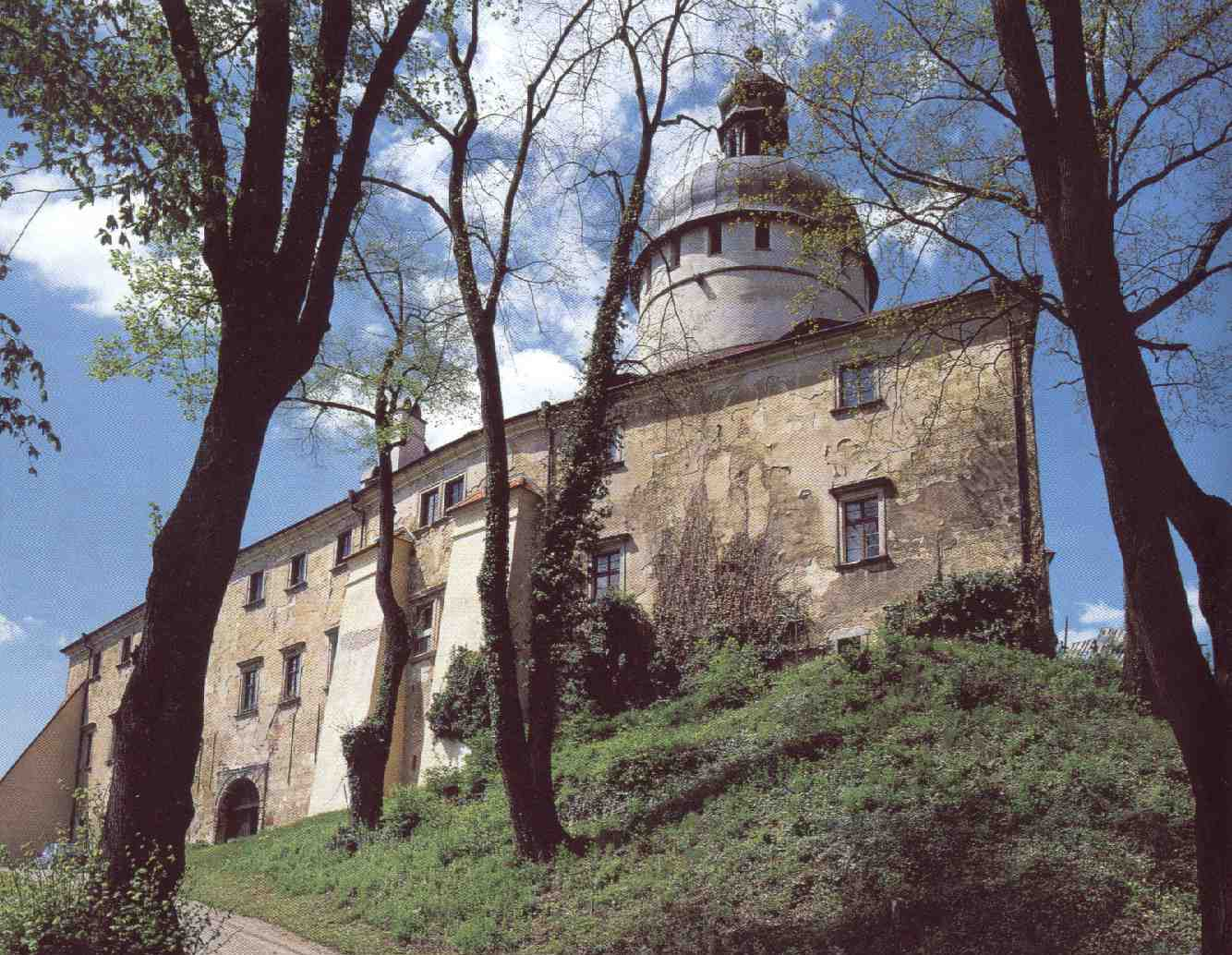
Északkeletről

Grabštejn (a német Grafenstein szóból származik) egy vár mely nem messze Liberectől, a cseh a német és a lengyel határ találkozásánál fekszik.

## Története
Az eredeti Grafenstein várat a 13. században építették. 1562-ben Georg Mehl von Strelitz királyi kancellár vette meg, majd 1566 és 1586 között hivalkodó reneszánsz rezidenciaként használta.
A vár alatt építtetett egy gazdasági épületet, melyet 1830-ban klasszicista stílusban újítottak  fel. Röviddel ezelőtt – 1818 környékén – Christian Christoph Clam-Gallas gróf új rezidenciát építtetett az régi vár alatt, nagy parkkal és számos értékes növénnyel körülötte.

A régi vár, más néven Grabštejn, megtartotta autentikus reneszánsz kinézetet azon tűz ellenére is, ami megsemmisítette a felső emeleteit 1843-ban.
A Clam-Gallas-ház 1704-től az 1945-ös államosításáig birtokolta Grabštejnt. A második világháború után a vár még mindig nyitva állt a nyilvánosság számára.
1953-ban az egész komplexum a védelmi minisztérium irányítása alá került. A régi vár meglehetősen leromlott állapotban volt amikor a hadsereg elhagyta. 1989-ben azonban megkezdődtek a felújítási munkálatok. Napjainkban Grabštejn egy a legjobban felújított várak közül, mely 1993-ban nyílt meg újra a nagyközönségnek. A torony szintén nyitva áll, mely kiváló kilátást nyújt a hármashatárra illetve a vár északi épületszárnyára. Grabštejn legvonzóbb része a Szent Barbara-kápolna, mely 16. századi freskókkal van dekorálva. Mind a három terület gazdag reneszánsz díszítésekben, figurákban, állatokban illetve motívumokban.

## Képek

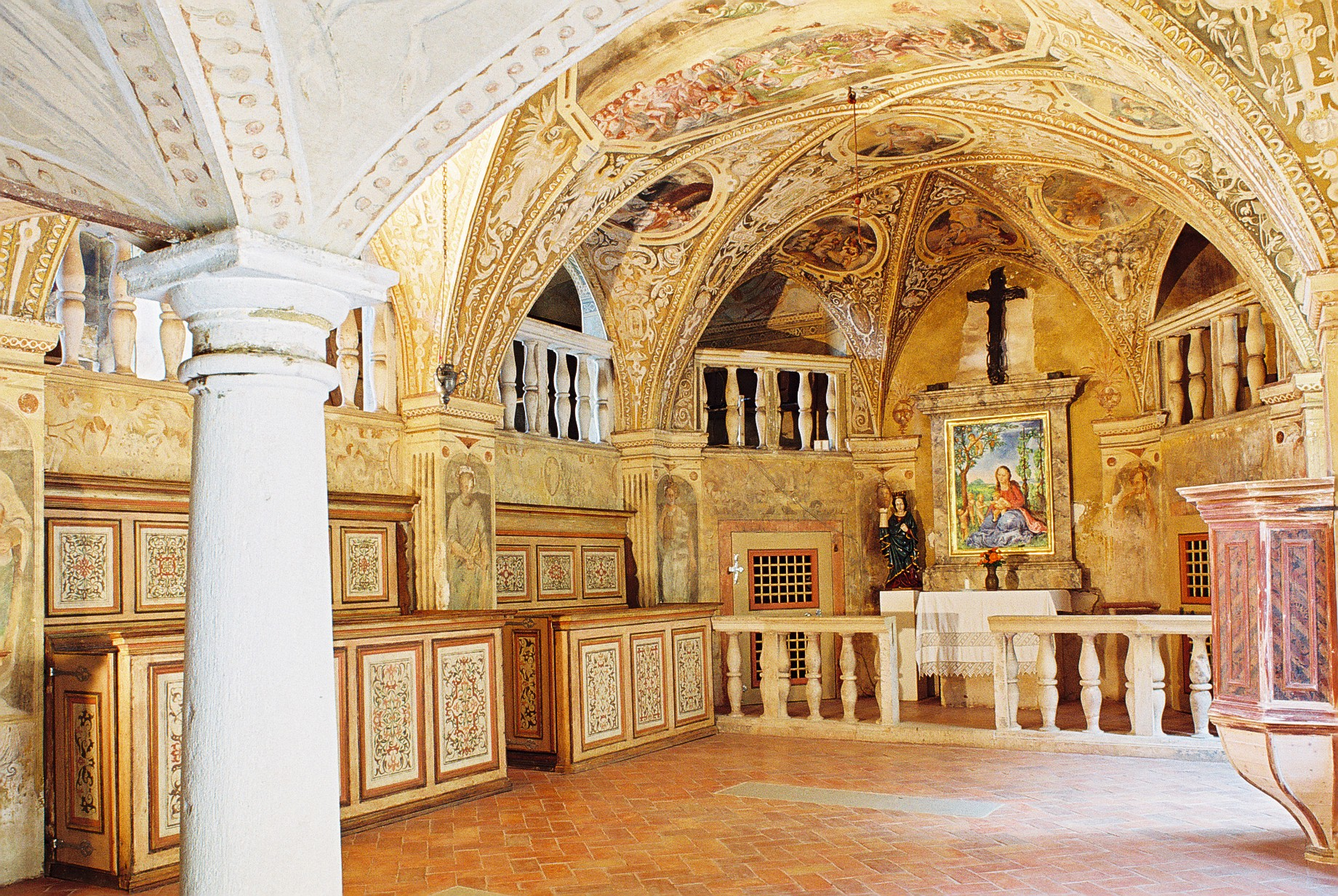
Szt. Barbara-kápolna
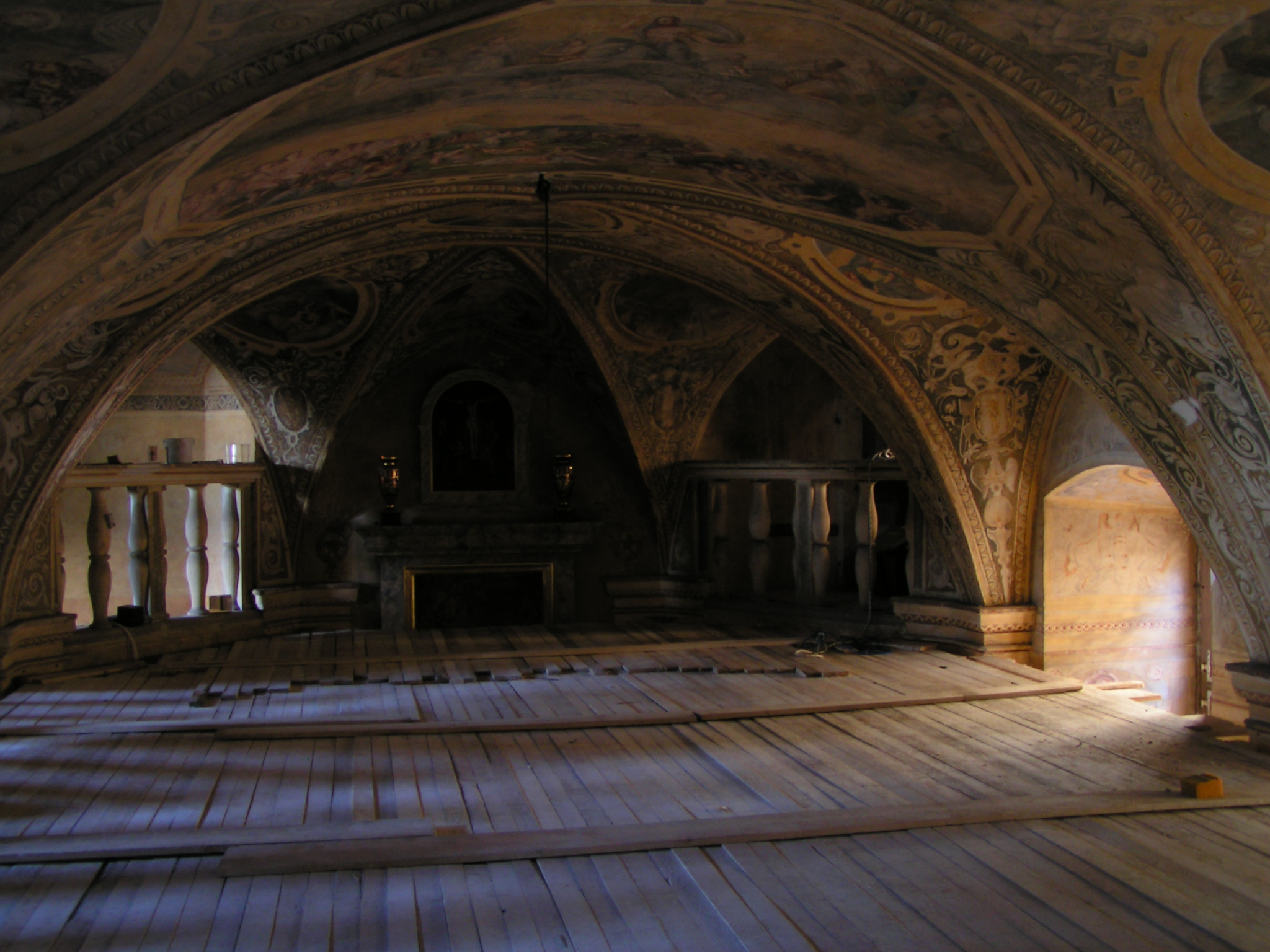
Szt. Barbara-kápolna II.
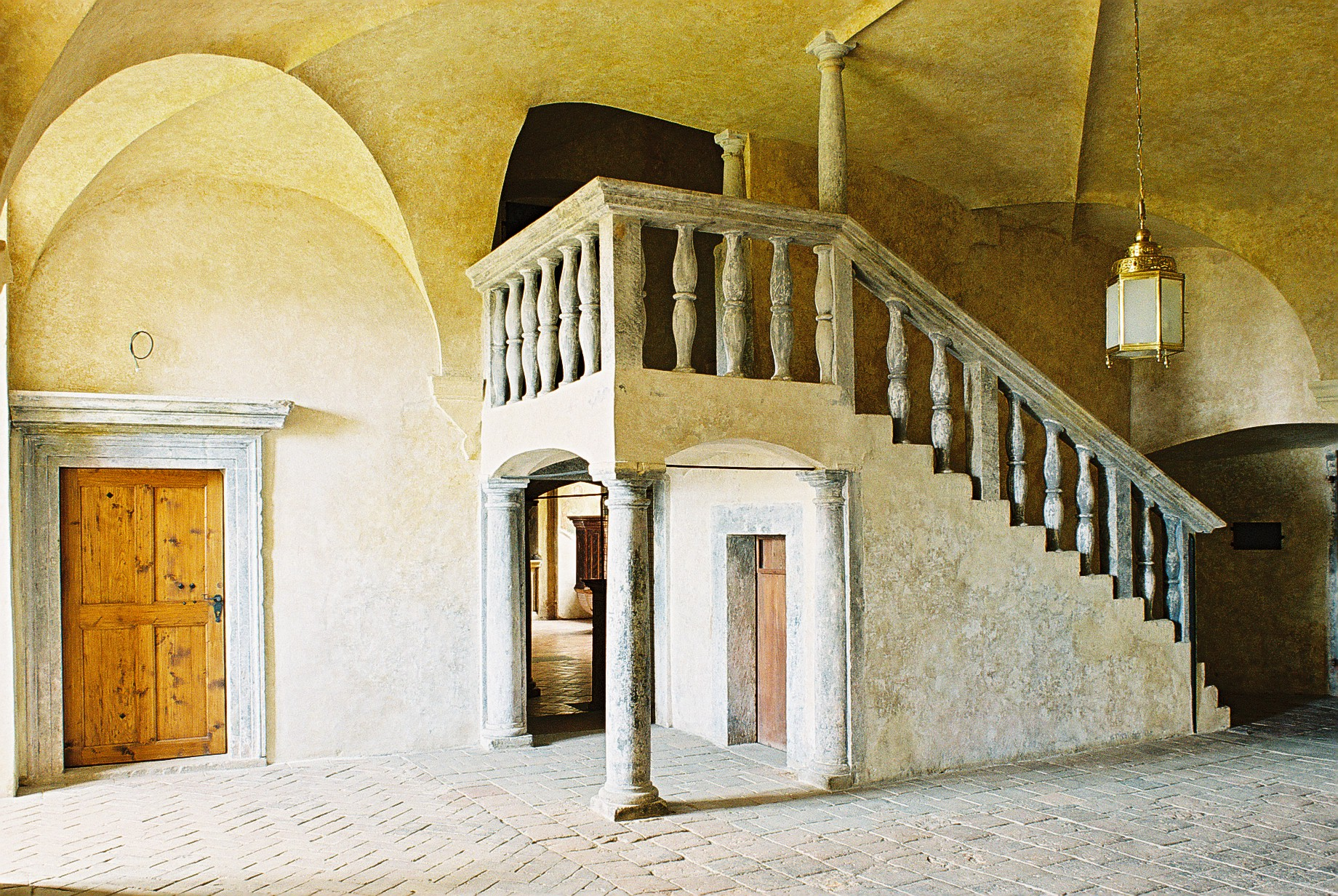
Előszoba
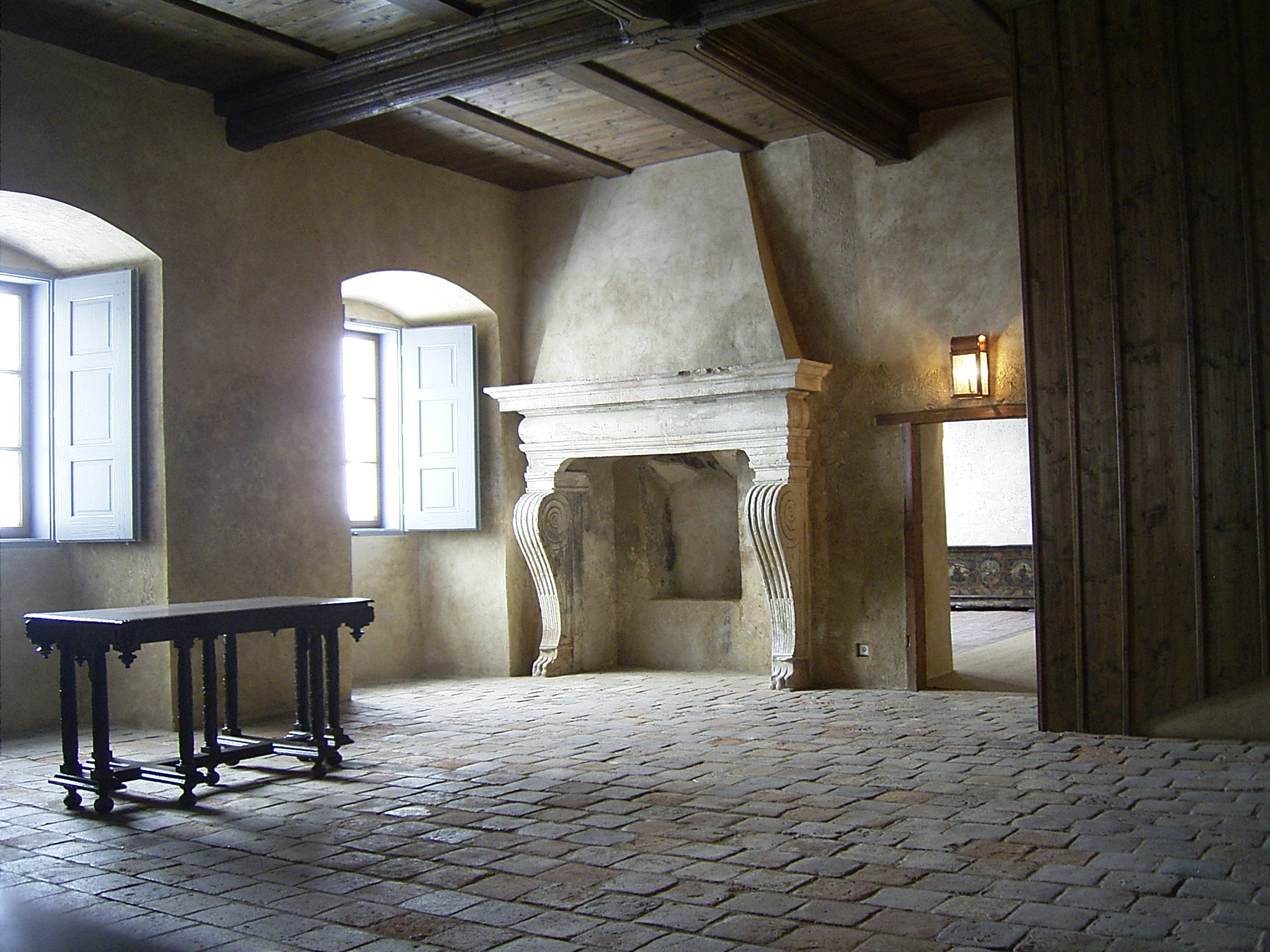
Szoba kandallóval I.
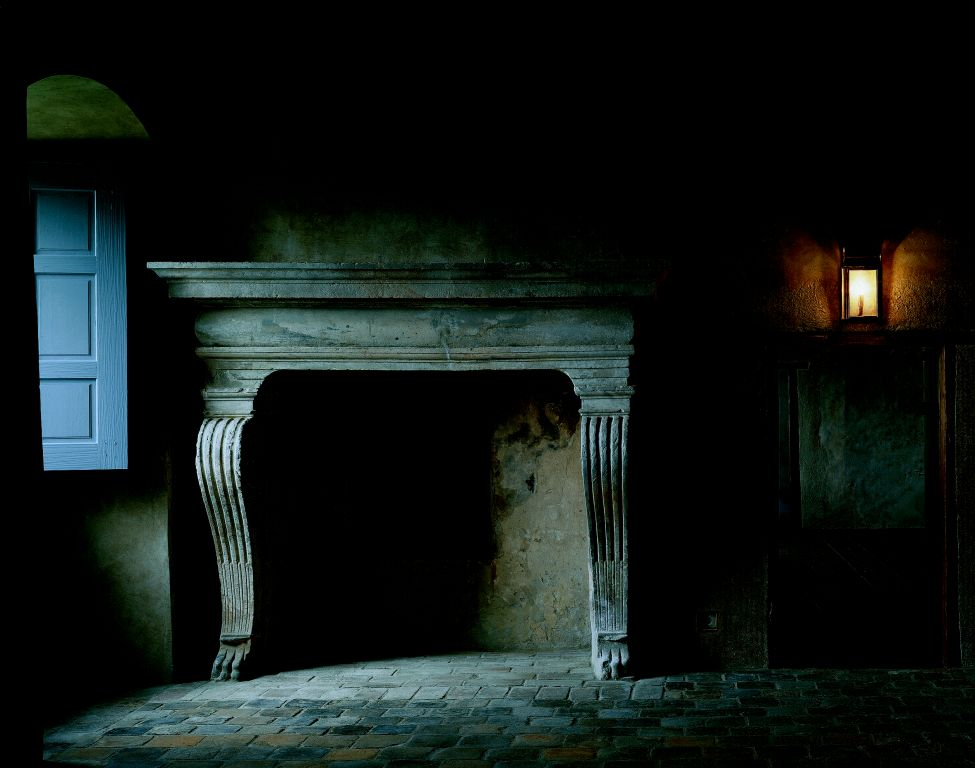
Szoba kandallóval II.
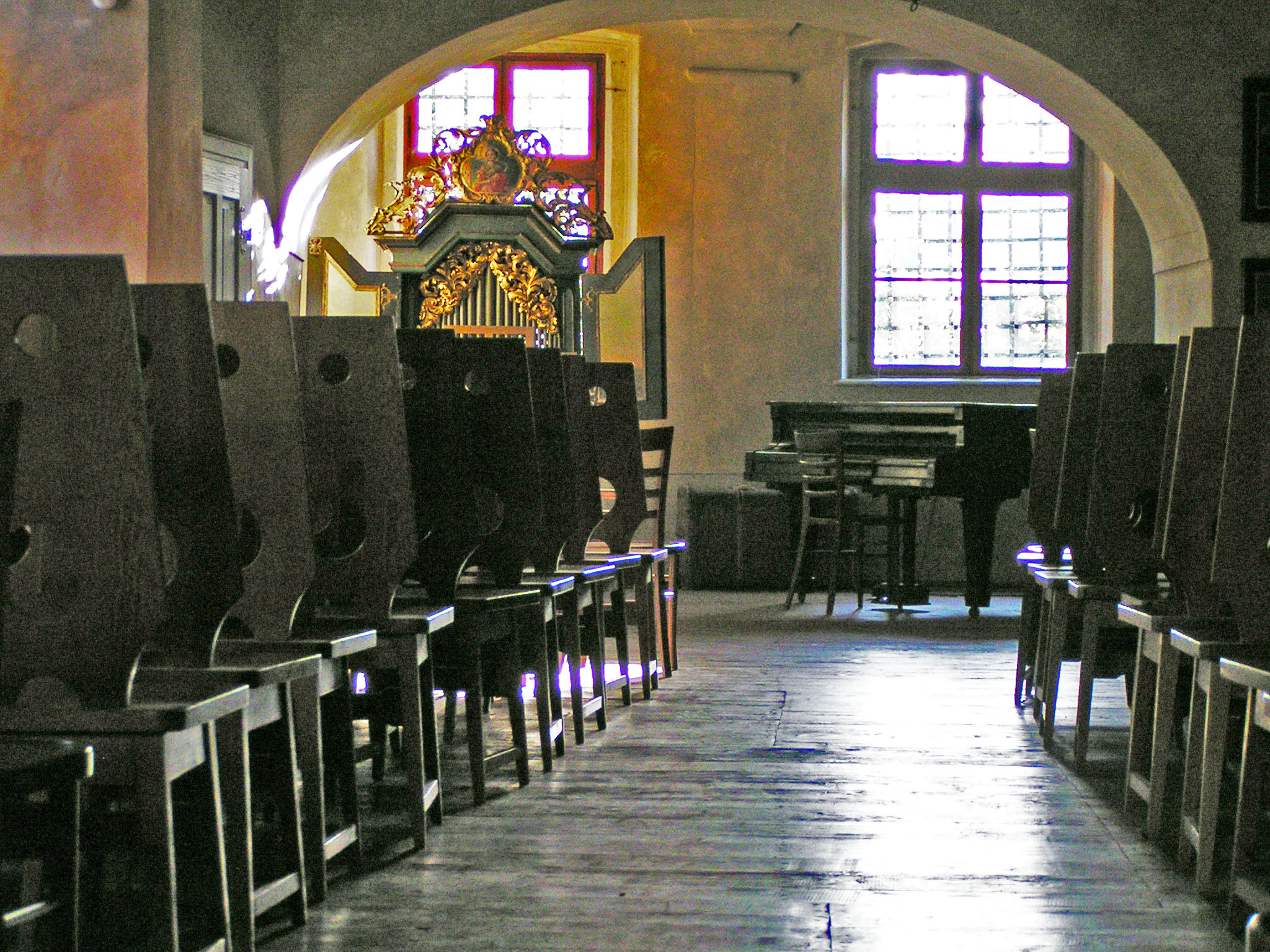
Koncertterem
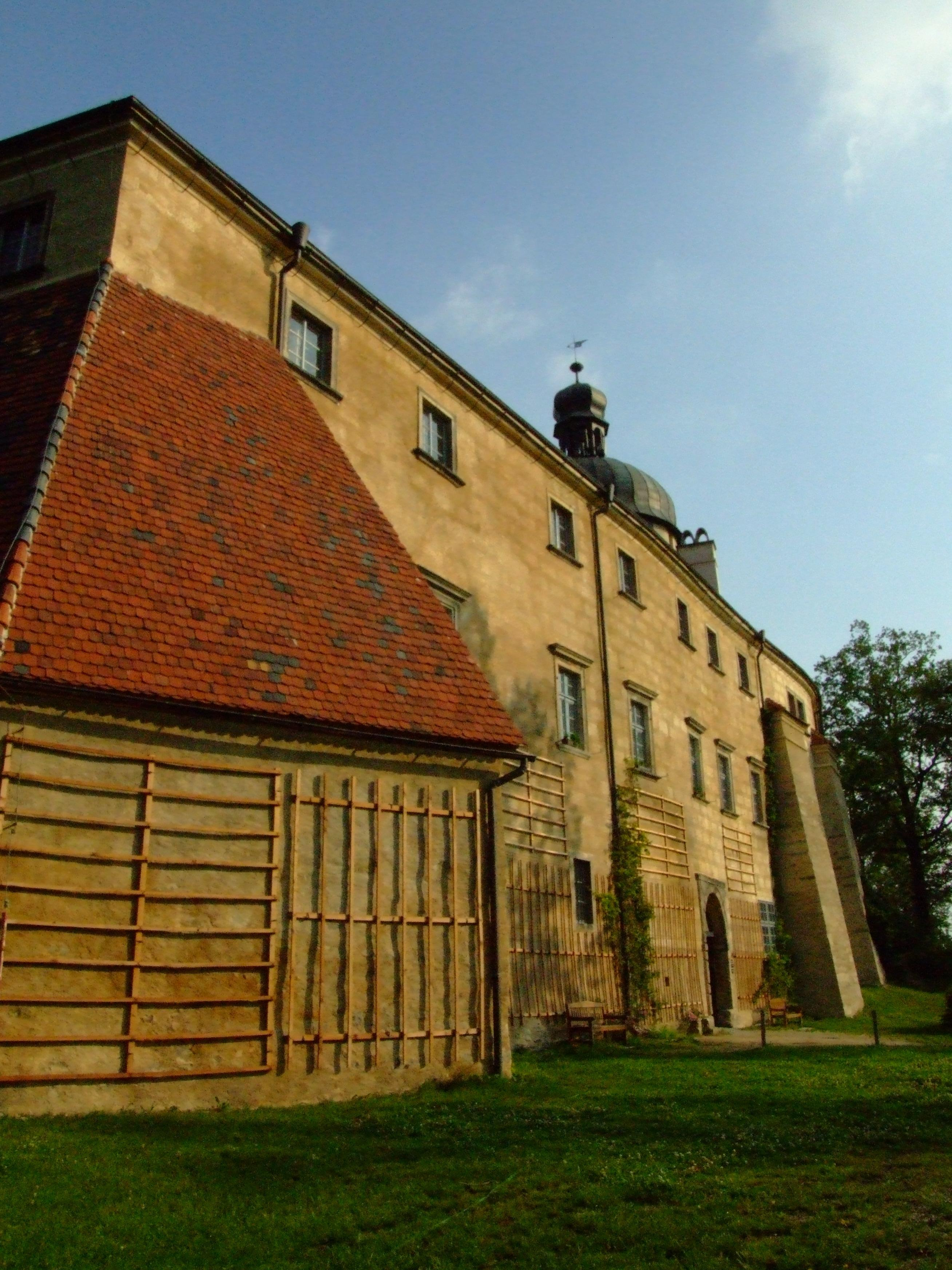
Bejárati kapu
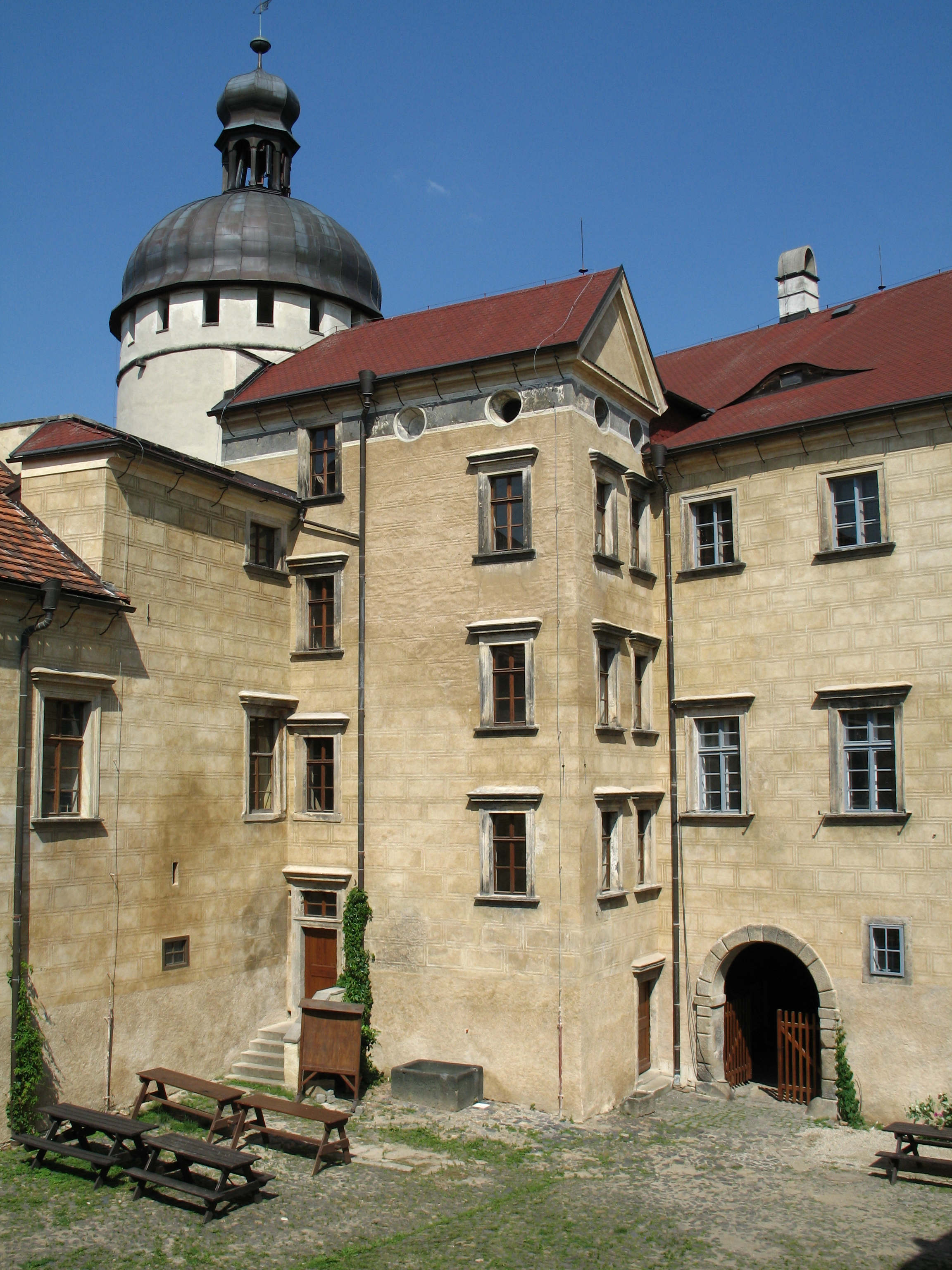
Udvar

## Külső hivatkozások
- Hrad Grabštejn